# جولی کاکس
 جولی کاکس (انگلیسی: Julie Cox؛ زادهٔ ۲۴ آوریل ۱۹۷۳) بازیگر اهل بریتانیا است.
از فیلم‌ها یا مجموعه‌های تلویزیونی که وی در آن‌ها نقش داشته است، می‌توان به بایرون، تلماسه فرانک هربرت و فرزندان تلماسه فرانک هربرت اشاره نمود.